# Roman Kosecki
Roman Jacek Kosecki (ur. 15 lutego 1966 w Piasecznie) – polski piłkarz, działacz piłkarski i polityk.
W czasie kariery piłkarskiej występował na pozycji napastnika lub pomocnika. Pełnił funkcję kapitana reprezentacji Polski. Poseł na Sejm V, VI, VII i VIII kadencji. W latach 2012–2016 wiceprezes zarządu Polskiego Związku Piłki Nożnej ds. szkolenia.

## Życiorys

### Kariera piłkarska

#### Kluby
Karierę piłkarską rozpoczynał w klubie RKS Mirków (1980–1983), następnie był zawodnikiem RKS Ursus (do 1986). W latach 1987–1990 był związany z klubami warszawskimi – Gwardią i Legią. Jako zawodnik Gwardii był formalnie funkcjonariuszem Milicji Obywatelskiej jako rzekomy kursant ZOMO. W rzeczywistości nigdy nie przechodził żadnych szkoleń w tej formacji, a grał jedynie w piłkę w klubie. Prokurator IPN zarządzeniem w 2008 uznał jego oświadczenie lustracyjne za zgodne z prawdą.
Od 1989 związany z Legią, której Galerii Sław jest członkiem. W barwach Legii Warszawa wystąpił w 51 meczach oficjalnych i strzelił 12 bramek, świętował zdobycie dwóch Pucharów Polski (1989, 1990) oraz Superpucharu Polski (1989). Przeniósł się następnie do klubów zagranicznych; był kolejno graczem tureckiego Galatasaray SK (1991–1992), hiszpańskich Osasuny Pampeluna (1992–1993) i Atlético Madryt (1993–1995), francuskich FC Nantes (1995–1996) i Montpellier HSC (1996–1997). W 1997 przez krótki czas ponownie grał w Legii; ostatnie lata kariery zawodniczej spędził w USA, gdzie z Chicago Fire zdobył mistrzostwo i Puchar USA (1998).

#### Reprezentacja
Zaliczył 69 występów w reprezentacji narodowej (jest tym samym członkiem Klubu Wybitnego Reprezentanta). Debiutował jako zawodnik drugoligowej Gwardii Warszawa w meczu przeciwko Rumunii w 1988. W czternastu meczach pełnił funkcję kapitana. Zakończył karierę reprezentacyjną, gdy w meczu ze Słowacją w Bratysławie (11 października 1995) otrzymał czerwoną kartkę za demonstracyjne zdjęcie koszulki w trakcie dokonywania zmiany.
W kadrze narodowej strzelił łącznie 19 goli: 15 w meczach towarzyskich i 4 w meczach eliminacji do mistrzostw Europy:
- 1988: z Izraelem 1, z USA 2,
- 1989: z Kostaryką 1, z Meksykiem 1,
- 1990: z Kuwejtem 1, z Kolumbią 1, ze Zjednoczonymi Emiratami Arabskimi 1, z USA 1, z Grecją 1,
- 1991: z Turcją 1 (el. ME),
- 1992: z Austrią 2, z Gwatemalą 2,
- 1994: z Hiszpanią 1, z Izraelem 1 (el. ME),
- 1995: z Izraelem 1 (el. ME), ze Słowacją 1 (el. ME).

### Działalność polityczna i społeczna
W 1989 poparł „Solidarność” w trakcie kampanii wyborczej.
Założył szkółkę piłkarską w Konstancinie-Jeziornie pod nazwą MUKS Kosa Konstancin, zajmującą się szkoleniem młodzieży. W latach 2002–2005 zasiadał w radzie gminy Konstancin-Jeziorna (wybrany został z listy komitetu „Prawo-Obywatel-Sprawiedliwość”). W wyborach parlamentarnych w 2005, otrzymując 4395 głosów, został wybrany na posła V kadencji z listy Platformy Obywatelskiej w okręgu warszawskim. Nie przystąpił do partii. W wyborach parlamentarnych w 2007 po raz drugi uzyskał mandat poselski, otrzymując 6847 głosów.
W 2007 ogłosił, że będzie kandydował w wyborach na prezesa Polskiego Związku Piłki Nożnej, lecz niedługo potem zrezygnował z tych zamiarów, twierdząc, że polskiej piłce niepotrzebny jest prezes związany z partią polityczną. W wyborach parlamentarnych w 2011 z powodzeniem ubiegał się o reelekcję do Sejmu, dostał 4603 głosy. 26 października 2012 przegrał wybory na prezesa PZPN, jednak po wygranej Zbigniewa Bońka został wiceprezesem związku ds. szkoleniowych. Funkcję tę pełnił do 2016. Bez powodzenia kandydował z listy PO w wyborach do Parlamentu Europejskiego w 2014.
W 2015 został ponownie wybrany do Sejmu, otrzymując 3258 głosów. W Sejmie VIII kadencji został członkiem Komisji Kultury Fizycznej, Sportu i Turystyki. W 2019 kandydował do Sejmu z listy Koalicji Obywatelskiej, otrzymał 3811 głosów i nie został wybrany na kolejną kadencję.

## Życie prywatne
W 2000 ukończył liceum dla dorosłych w Zespole Szkół Ekonomicznych w Warszawie. Żonaty, ma dwoje dzieci: Jakuba (piłkarza i reprezentanta Polski) oraz Paulinę (uprawiającą jeździectwo).